# Ismail Mire

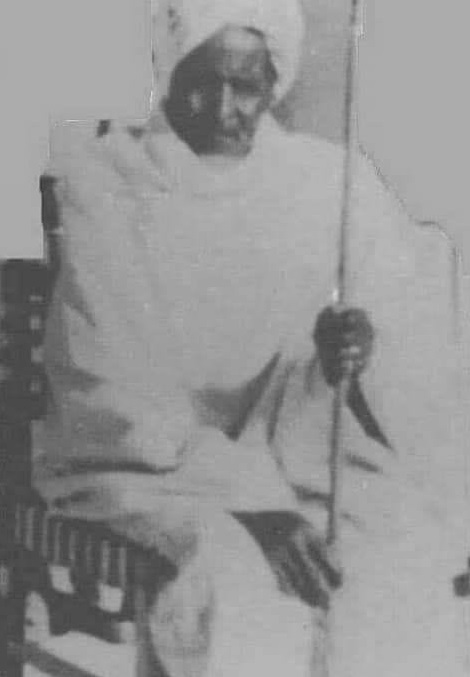
Fotografia de Ismail Mire, datada da década de 1910

Ismail Mire Elmi (Lasadar, 1862 - Ogaden, 1950) foi um poeta e soldado somaliano. Ele serviu como comandante no reino Dervixe do rei Diiriye Guure.

## Biografia
Ismail Mire viveu uma vida nômade antes de se juntar a Mohammed Abdullah Hassan, líder do estado dervixe. Em 1910, ele e sua cavalaria atacaram a cidade de Berbera, o centro administrativo dos britânicos na Somália. Esse ataque ousado impressionou muito a população da cidade e foi uma importante vitória psicológica para o estado dervixe. Em 1913, em Dul Madoba, ele liderou as tropas dervixes à vitória sobre um exército britânico, matando o comandante britânico Richard Corfield. Para informar Mohammed Abdullah Hassan da batalha, ele enviou um poema no qual ele cantou a vitória.
Mire usou seu talento como poeta para inspirar as pessoas através de seus poemas para a Jihad contra as potências coloniais. Quando sua esposa reclamou que ele estava muito longe, ele escreveu um poema em que afirmou que a luta por seu país e religião era mais importante que a família e uma vida tranquila. Seus oponentes somalis também reagiram com poemas criticando Mire e sua luta.
Em 1920, o Estado Dervish foi finalmente derrotado pelos britânicos quando a Força Aérea Real bombardeou a capital, Taleh, e alguns outros lugares importantes. Além de sua esposa, a família inteira de Ismail Mire foi morta. Após a derrota, ele e sua esposa se aposentaram como nômades no norte da Somália. Lá, ele continuou a criticar os novos governantes com seus poemas. Em 1936, um amigo próximo foi assassinado, levando-o a escrever poemas sobre esse evento. Quando o filho do homem assassinado se vingou de um dos autores em 1946, Ismail Mire foi preso por pedir violência em seus poemas. Após sua libertação, ele voltou a viver como nômade; por volta de 1950, ele morreu na região de Ogaden.